# Stanislaw Palkin
Stanislaw Alexandrowitsch Palkin (russisch Станислав Александрович Палкин; * 4. August 1996 in Qaraghandy) ist ein kasachischer Eisschnellläufer.

## Werdegang
Palkin trat international erstmals im Januar 2012 bei den Olympischen Jugend-Winterspielen in Innsbruck in Erscheinung. Dort wurde im Massenstart und über 2 × 500 m jeweils Fünfter. Bei den Juniorenweltmeisterschaften 2014 in Bjugn errang er über 1000 m und über 2 × 500 m jeweils den 15. Platz. Im folgenden Jahr holte er bei den Juniorenweltmeisterschaften in Warschau die Bronzemedaille über 1000 m. Zudem belegte er dort den neunten Platz in der Teamverfolgung, den sechsten Rang im Teamsprint und den fünften Platz über 500 m. Bei den Juniorenweltmeisterschaften 2016 in Changchun lief er auf den 20. Platz über 1000 m, auf den achten Rang über 500 m und auf den fünften Platz im Teamsprint. Im November 2016 startete er in Harbin erstmals im Weltcup und belegte dabei den 16. Platz in der B-Gruppe über 1000 m. Bei den Winter-Asienspielen 2017 in Obihiro gelangen ihn der 13. Platz über 1500 m, der 12. Rang über 500 m und der achte Platz über 1000 m. Im Oktober 2017 wurde er in Astana kasachischer Meister über 1000 m. Seine bisher beste Einzelplatzierung im Weltcup erreichte er im Januar 2018 in Erfurt mit dem 16. Platz über 1000 m. Bei den Olympischen Winterspielen 2018 in Pyeongchang errang er den 29. Platz über 1000 m und den 24. Platz über 500 m.

## Persönliche Bestzeiten
- 500 m: 35,23 s (aufgestellt am 3. Dezember 2017 in Calgary)
- 1000 m: 1:08,68 min. (aufgestellt am 2. Dezember 2017 in Calgary)
- 1500 m: 1:49,84 min. (aufgestellt am 4. Dezember 2016 in Astana)
- 3000 m: 4:06,37 min. (aufgestellt am 24. November 2013 in Inzell)
- 5000 m: 7:21,82 min. (aufgestellt am 27. März 2015 in Astana)